# Enterococcus
Enterococcus es un género de bacterias del ácido láctico de la filo bacilota. Los miembros de este género eran clasificados como Streptococcus Grupo D  hasta 1984 cuando los análisis de ADN genómicos indicaron que un género separado era más apropiado.
Los enterococos son coco Gram-positivos que se presentan en parejas o en cadenas, siendo difícil distinguirlos de Streptococcus sólo sobre la base de sus características físicas. Dos de las especies son comensales en el intestino humano: E. faecalis y E. faecium. El enterococo es un organismo anaerobio facultativo o capnofílico, es decir, prefiere usar dióxido de carbono (CO2), aunque sobrevive bien en su ausencia. Típicamente exhiben gamma-hemolisis en agar sangre de cordero.

## Patología
Enterococcus causa importantes infecciones clínicas, incluyendo infección urinaria, bacteriemia, endocarditis, diverticulitis y meningitis. Las cepas sensibles de estas bacterias pueden tratarse con ampicilina y vancomicina.
Desde un punto de vista médico, la característica más importante de este género es su alto nivel de resistencia antibiótica. Algunos enterococos son intrínsecamente resistentes a los antibiótiocos basados en β-lactam (algunas penicilinas y todas las cefalosporinas) y también a muchos aminoglicósidos. Desde 1980 han aparecido cepas particularmente virulentas de Enterococcus resistentes a la vancomicina (VRE) en infecciones hospitalarias de pacientes hospitalizados, especialmente en Estados Unidos. Otros países desarrollados como UK han parado la epidemia y, en 2005, Singapur logró detener una epidemia de VRE. VRE puede tratarse con quinupristina/dalfopristina (Synercid) con respuestas favorables del 70 %. Se han descrito casos muy raros de cepas dependientes de vancomicina, es decir, que no pueden ser cultivadas en ausencia de este antibiótico; probablemente proceden de cepas resistentes a vancomicina que han perdido la capacidad de sintetizar la enzima D-alanina-D-alanina ligasa, necesaria para producir la pared celular. Los pacientes con infecciones del torrente sanguíneo causadas por E. faecium tienen una tasa de mortalidad más alta en comparación con aquellas causadas por Enterococcus faecalis (37% frente al 32%).
La meningitis por enterococos es una complicación rara en neurocirugía. Suelen requerir tratamiento intravenoso de vancomicina. La vancomicina intratecal es usada a menudo y hay un debate sobre si tiene impacto en el sistema nervioso. La extraccción de cualquier dispositivo neurológico es una parte crucial del tratamiento de estas infecciones.

## Calidad del agua
El nivel aceptable de contaminación en las muestras de agua es muy bajo. Por ejemplo, en el estado de Hawái, con una de las regulaciones más estrictas de Estados Unidos, el límite en el agua de las playas es de 7 unidades formadoras de colonias por cada 100 ml de agua. En 2004, en las nuevas regulaciones federales de Estados Unidos de calidad del agua, Enterococcus spp. sustituye a los coliformes fecales. En el caso de la normatividad europea, la presencia de Enterococo se encuentra limitada a 0 UFC en 100ml de agua.